# Inman (Kansas)
Inman és una població dels Estats Units a l'estat de Kansas. Segons el cens del 2000 tenia 1.142 habitants.

## Demografia
Segons el cens del 2000, Inman tenia 1.142 habitants, 494 habitatges, i 334 famílies. La densitat de població era de 816,5 habitants/km².
Dels 494 habitatges en un 27,1% hi vivien nens de menys de 18 anys, en un 61,3% hi vivien parelles casades, en un 4,9% dones solteres, i en un 32,2% no eren unitats familiars. En el 30,2% dels habitatges hi vivien persones soles el 21,7% de les quals corresponia a persones de 65 anys o més que vivien soles. El nombre mitjà de persones vivint en cada habitatge era de 2,31 i el nombre mitjà de persones que vivien en cada família era de 2,87.
Per edats la població es repartia de la següent manera: un 24,3% tenia menys de 18 anys, un 7,2% entre 18 i 24, un 22,4% entre 25 i 44, un 16,7% de 45 a 60 i un 29,3% 65 anys o més.
L'edat mediana era de 42 anys. Per cada 100 dones de 18 o més anys hi havia 88,2 homes.
Entorn del 2,9% de les famílies i el 5,7% de la població estaven per davall del llindar de pobresa.

## Poblacions properes
El següent diagrama mostra les poblacions més properes.